# O Joelho de Claire
Le genou de Claire (br / pt: O Joelho de Claire ) é um filme francês de 1970 estrelado por Jean-Claude Brialy e Aurora Cornu e dirigido por Éric Rohmer.

## Sinopse
Na véspera de seu casamento, em férias na costa do Lago Annecy, um diplomata de carreira recebe visitas de um velho conhecido, uma ex- namorada. Através dela ele conhece uma jovem intensa, Laura, e em seguida, cobiça a sua irmã, Claire. Enquanto Laura tenta flertar com ele, sua fantasia se torna centrado em querer acariciar o joelho de Claire.